# PV Большого Пса
PV Большого Пса (лат. PV Canis Majoris) — одиночная переменная звезда в созвездии Большого Пса на расстоянии (вычисленном из значения параллакса) приблизительно 7716 световых лет (около 2366 парсеков) от Солнца. Видимая звёздная величина звезды — от +13,7m до +12,1m.

## Характеристики
PV Большого Пса — красная пульсирующая медленная неправильная переменная звезда (LB) спектрального класса M. Эффективная температура — около 3200 К.